# Der Tyrann von Muckendorf
Der Tyrann von Muckendorf ist ein deutsches Stummfilm-Lustspiel aus dem Jahre 1915 von Heinrich Bolten-Baeckers. Die Titelrolle spielte der königl.-bayerische Hofschauspieler Konrad Dreher.

## Handlung
Deutschland zu Beginn des Ersten Weltkriegs: Sebastian Sulzbeck, Gutsvorsteher von Muckendorf, ist ein kleiner Tyrann. Seine imposante Erscheinung und sein eigener Anspruch, keine Widerworte zu dulden, haben ihn zum zwar respektierten aber auch ein wenig gefürchteten Despoten der kleinen Ortsgemeinde werden lassen. Am heutigen Tage hat er sich trotz Gichtschmerzen vorgenommen, seine Schwester in Bimmelstedt zu besuchen. Dort wohnt auch Sebastians Tochter Else. Das Zipperlein macht Sulzbeck arg zu schaffen, und die Schmerzen drücken seine Laune auf einen noch nicht bekannten Tiefpunkt. Da kommt dem alten Querkopf eine junge Malerin gerade recht, die es sich erdreistet hat, sich auf seiner Wiese niederzulassen, um dort ihrer Kunst zu frönen. Mit seinem Fuhrwerk fährt er derart dicht an die Nachwuchskünstlerin heran, dass sie sich zu Tode erschreckt und in den angrenzenden Bach plumpst. Nicht etwa, dass der alte Grantler nunmehr ihr zu Hilfe eilen würde, nein: er schnauzt sie auch noch an, dass hier Baden verboten sei! Doch die junge Malerin ist nicht auf den Mund gefallen, und, kaum dem Wasser entstiegen, schimpft sie ihn mit einem Redeschwall in Grund und Boden.
Zwei Wochen später. Sulzbeck hat sich im Dorfkrug an seinen Stammtisch platziert und erörtert weitschweifig Hindenburgs Kriegstaktik im Osten. Da erscheint der Gemeindediener und überreicht ihm eine Vorladung vor Gericht. Die Malerin hat ihn verklagt, und Sulzbeck wird dazu verdonnert, zehn Mark zu bezahlen. Hocherfreut, dass er so billig davonkommt, bietet er großkotzig an, gleich 20 Mark zu zahlen. Dies wird vom Gericht als ungebührliches Betragen angesehen und bringt dem Querknopf nunmehr drei Stunden Arrest ein. Nach der Strafverbüßung trifft Sulzbeck bei seiner Schwester ausgerechnet auf jenen Assessor Schubert, der in seiner Strafsache sein Gegenüber, der Staatsanwalt, war. Erwartungsgemäß ist Sulzbeck auf diesen Herrn ganz und gar nicht gut zu sprechen, zumal eben jener Schubert auch noch seiner Tochter die Aufwartung machen wollte. Sulzbeck erzwingt rasch den Abgang seines Widersachers, noch nicht ahnend, dass sich zwischen Assessor Schubert und Tochter Else zarte Bande entsponnen haben.
Tage später reist Schubert ins hessische Bad Salzschlirf, um ein ihm bekanntes Schauspielerpaar zu treffen. Er bittet beide um Rat, wie er es am besten anstellen könne, die Hand von Frl. Sulzbeck zu erlangen. Schuberts Bekannte Mizzi weiß Rat. Am selbigen Abend tritt sie auf der Bühne in einem Lustspiel auf. Wie es der Zufall will, befindet sich gerade auch der Tyrann von Muckendorf in Bad Salzschlirf. In der Vorstellung kann er die Augen von Mizzi nicht mehr lassen und lässt sich von ihr anschließend zu einem Souper einladen. Das vertrauliche Tête-à-Tête wird jedoch jäh durch das Auftauchen von Mizzis Gatten gestört, so dass Sebastian Hals über Kopf Reißaus nimmt und nach Muckendorf heimkehrt. Er weiß nicht, dass er Teil einer großartigen Inszenierung geworden ist. Denn Mizzi reist ihm hinterher und fleht Sulzbeck an, sie vor ihrem eifersüchtigen Gatten zu beschützen. Dieser taucht dann auch prompt in Muckendorf auf, mit gezücktem Revolver, und steht vor Sulzbecks Haus Wache. 
Die eintrudelnde Else hat eine „geniale“ Idee, ihren Vater mitsamt angeblicher Geliebten sicher aus seinen vier Wänden zu bugsieren. Sie möchte, dass sich ihr Vater als Bäuerin und Mizzi als Bauernbursche verkleidet. Tatsächlich gelingt ihnen in dieser Maskerade die Flucht, und Sebastian und Mizzi verstecken sich im ortseigenen Spritzenhaus. Dort muss Sulzbeck jedoch erfahren, dass dieses Plätzchen der Ort eines heimlichen Rendezvous zwischen Else und Schubert sei. Als der Staatsanwalt erscheint, sperrt ihn Sulzbeck kurzerhand im Spritzenhaus ein, wirft sich in die Feuerwehruniform und ruft die restlichen Feuerwehrleute zum Alarm. Er glaubt, dass, wenn man das Spritzenhaus wieder öffnet, man Mizzi in trauter Zweisamkeit mit Schubert „erwischen“ würde, doch oh Schreck: An Schuberts Seite befindet sich plötzlich Töchterchen Else. Nun bleibt dem alten Querkopf nichts anderes übrig als seine Else dem ungeliebten Assessor Schubert zur Frau zu geben, damit ihre Anständigkeit und Ehrbarkeit nicht in Zweifel gerät.

## Produktionsnotizen
Der Tyrann von Muckendorf, gedreht vermutlich im Frühsommer 1915 mit Außenaufnahmen in und um Bad Salzschlirf (Hessen), entstand mit Hilfe der Mitglieder des Schlierseer Bauerntheaters. Der von Heinrich Bolten-Baeckers produzierte oder verliehene Dreiakter mit einer Länge von rund 1200 Metern passierte im August 1915 die Filmzensur und wurde wohl im Oktober desselben Jahres in den Kammerlichtspielen München in der Kaufingerstr. 28 uraufgeführt.
Wer Regie geführt hat, ist derzeit ebenso unbekannt wie der gesamte technische Stab. Hauptdarsteller Dreher soll hier sein Filmdebüt gegeben haben.

## Kritik
„Abgesehen davon, daß die Handlung allein schon eine Fülle der lustigsten Momente und ergötzlichsten Szenen ergibt, wird dieser Eindruck durch die Mitwirkung des königl. bayer. Hofschauspielers Konrad Dreher, der über ein vorzügliches Mienenspiel und eine geradezu packende Komik verfügt, aufs Höchste gesteigert. Auch jede seiner Bewegungen ist von frappanter Naturtreue. Er gibt die Rolle des Gutsvorstehers von Muckendorf. Wie lebenswahr hat er hier ein Stück Wirklichkeit von seiner komischsten Seite abzulauschen verstanden. Dieses stets aufgebrachte, herrische Wesen, des an keinen Widerspruch gewohnten Despoten, unter dessen Herrschaft alles zittert, und wie köstlich wirkt das breite Behagen, wenn der Gestrenge guter Laune ist.“